# Jaroslav Rössler (architekt)
Jaroslav Rössler (14. ledna 1886 Plzeň – 27. listopadu 1964 Praha) byl český architekt a urbanista.

## Život
Narodil se do učitelské rodiny Františka Rösslera a jeho manželky Julie, roz. Horáčkové. Otec byl odborným učitelem Státní průmyslové školy v Plzni, později ředitelem kladenské Státní všeobecné řemeslnické školy. Děd Václav Horáček byl řídícím učitelem v Kuklenách. 
Studoval u prof. Jana Kotěry na pražské Uměleckoprůmyslové škole (1906–1910) a u prof. Friedricha Ohmanna na vídeňské Akademii výtvarných umění. Za své školní projekty tehdy získal Hansenovu plaketu i Olbrichovu cenu, za niž během studií absolvoval studijní pobyty v Německu, Itálii, Nizozemsku, Belgii a Švédsku.

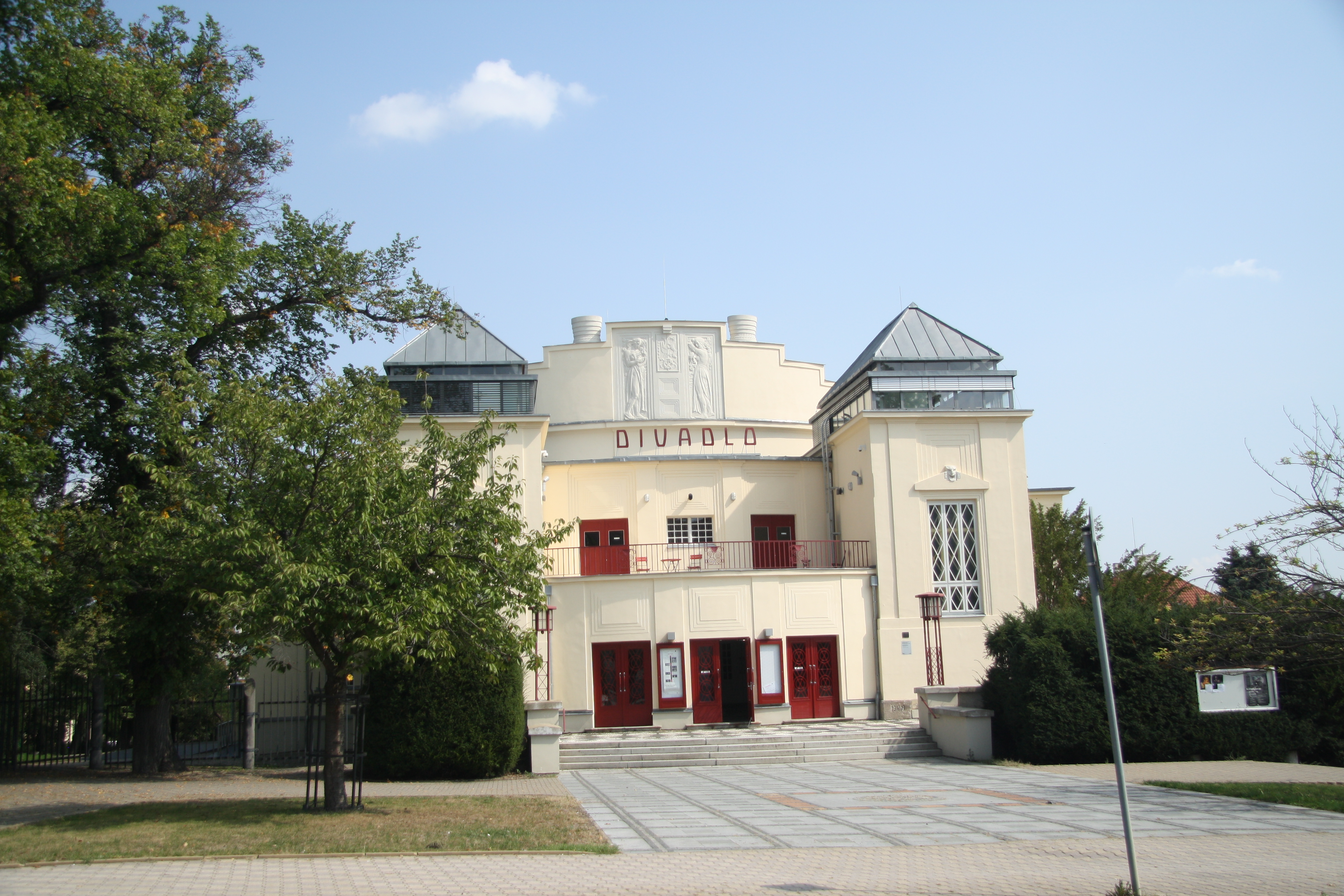
Městské divadlo Kladno

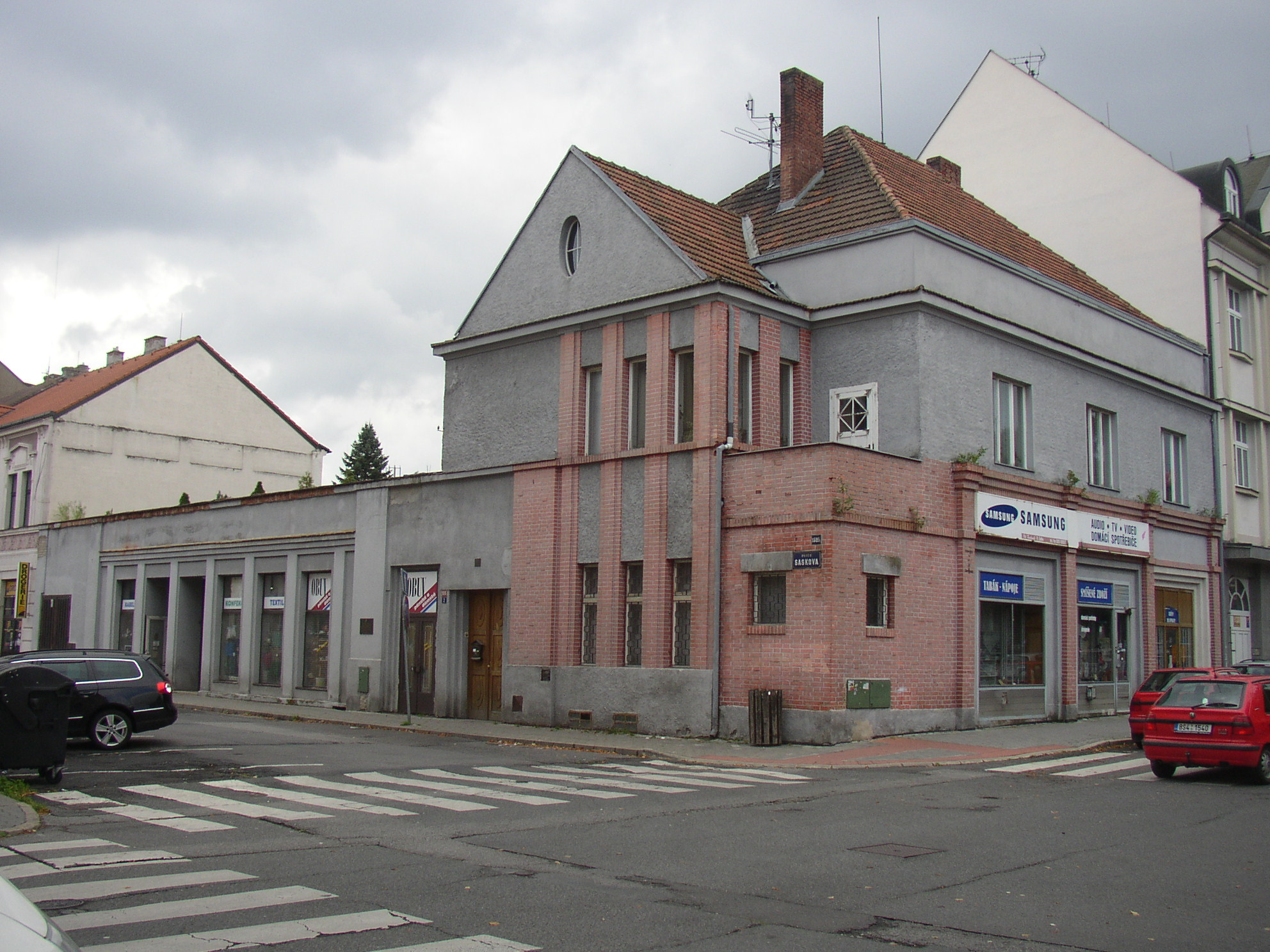
Bývalá Šnajdrova tiskárna

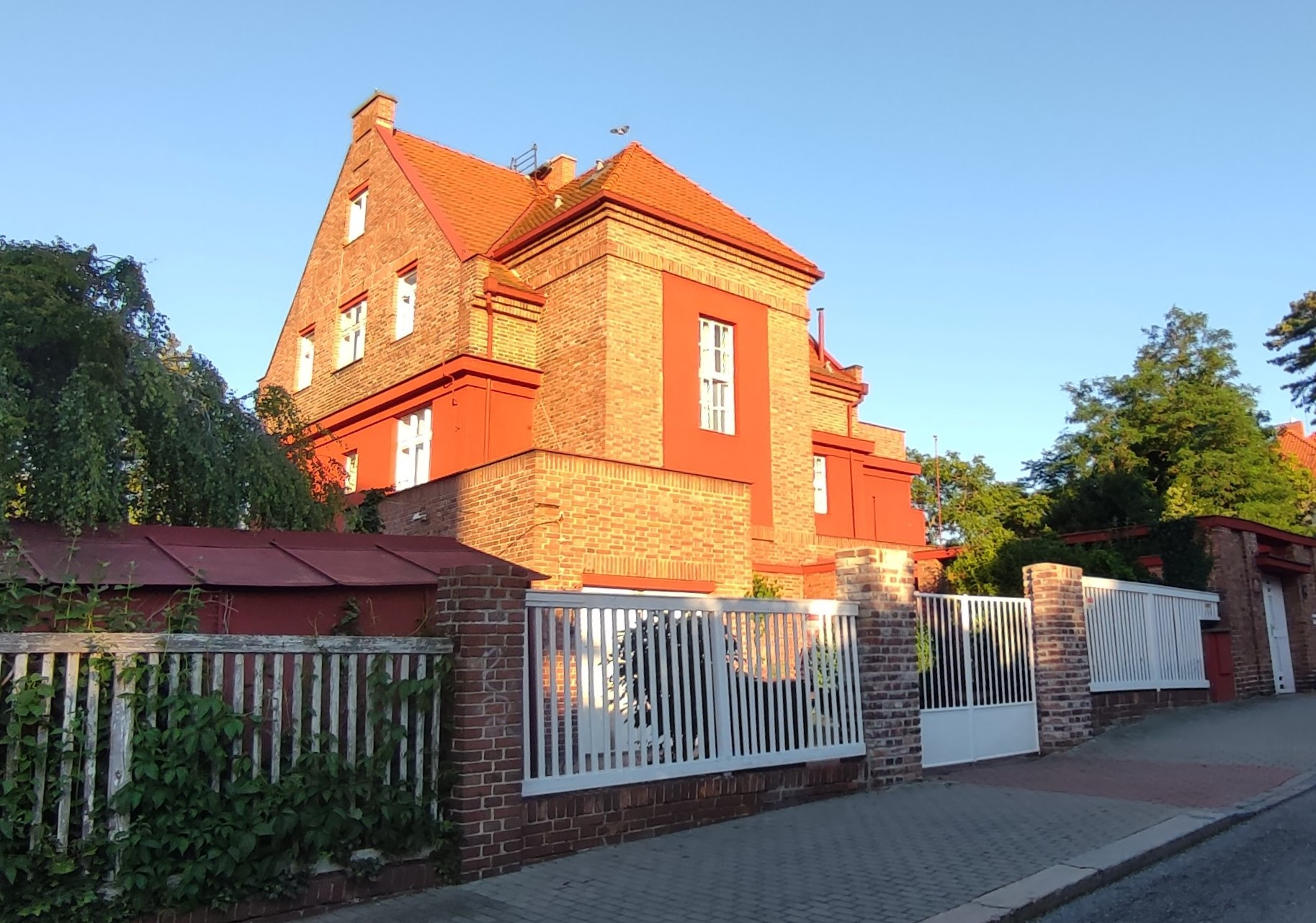
Rodinná vila Jaroslava Rösslera ve Střešovicích, ulice U laboratoře čp. 552/18

Již během prvních let praxe se etabloval jako architekt širokého výrazového rejstříku i urbanista. Někdy spolupracoval s Aloisem Dryákem.
Za první světové války vstoupil v Omsku v Rusku do československých legií. 
Po vzniku Československa se zapojil do projektů veřejných budov i rodinných domů. 
Byl členem Jednoty výtvarných umělců a SVU Mánes. Publikoval v odborných časopisech a roku 1929 vydal monografii Neue Architektur. V roce 1956 obdržel státní vyznamenání Za vynikající práci.

## Dílo
První stavby realizoval sám nebo ve spolupráci, stylově pod vlivem moderny, ještě se secesní dekorací:
- Městské divadlo v Kladně (1910) [pozn. 1]
- Dům a tiskárna nakladatele Jaroslava Šnajdra v Kladně (1911)
- Státní průmyslová škola v Kladně.
- Urbanistický projekt úpravy hlavního náměstí starosty Pavla.

Později se přiklonil ke stylu novoklasicismu, ale dal se inspirovat také howardovským stylem anglických rodinných domů:
- Obchodní akademie v Brně (1920)
- Československé státní reálné gymnázium v Plzni (1923–1926)
- Vlastní vila v Praze - Střešovicích čp. 552/XVIII v ulici U laboratoře 18.
- Dělnická úrazová pojišťovna v Praze - Holešovicích (1926–1929)

- Pražská burza peněžní a zbožní (1936–1937).

Koncem své kariéry se přikláněl k funkcionalismu:
- Výstavní pavilón ve Voršilské ulici v Praze na Novém Městě, po roce 1948 zvaný Nová síň
- rodinný dům čp. 1813 v Praze-Dejvicích
- nájemní dům čp. 480 na Puškinově náměstí v Praze-Bubenči
- poštovní a telegrafní úřad v Libni

Vytvořil také několik památníků a navrhoval podstavce k pomníkům, např. sochaře Karla Pokorného.